# Tonayán (municipalité)
La municipalité de Tonayán est l'une des 212 municipalités de l'État de Veracruz, et est située dans la partie centrale de cet État. Située à l'ouest du golfe du Mexique, la municipalité est assise sur les contreforts de la Sierra Madre orientale, et se trouve à cheval entre deux bassins versants, celui du fleuve Río Actopan au sud, et celui du fleuve côtier Río Misantla au nord. Son chef-lieu est la ville éponyme de Tonayán. Elle appartient à la région administrative de Capital, qui est une des 10 subdivisions administratives de l'État de Veracruz, et qui comprend la capitale étatique, Xalapa.

## Géographie
La municipalité de Tonayán s'étend du nord au sud entre le bassin versant du fleuve côtier Río Misantla au nord, dont un de ses affluents forme brièvement la limite à l'extrême nord-est, tandis qu'un autre affluent forme sa limite nord, et celui du fleuve Río Actopan au sud. Elle est assise sur la Sierra de Chiconquiaco, qui est un prolongement à l'est du massif de la Sierra Madre orientale, et son altitude oscille entre 800 et 2600 mètres. Son chef-lieu, la ville éponyme de Tonayán, se situe dans la partie sud-ouest de son territoire. Ce territoire couvre une superficie de 50,4 km2, et était peuplé en 2020 de 6105 habitants, pour une densité de 121,2 km2.
Cette municipalité est limitrophe au nord de celles de Misantla et de Tenochtitlán, à l'ouest de celles de Tlacolulan et de Coacoatzintla, au sud de celle de Naolinco, et à l'est de celle de Miahuatlán.

## Composition et démographie
La municipalité était composée en 2020 de 23 localités, dont aucune n'était considérée comme urbaine, toutes étant rurales.
| Localité            | Population |
| ------------------- | ---------- |
| Tonayán             | 1456       |
| Puentezuelos        | 865        |
| Zacatal             | 663        |
| Piedras Grandes     | 659        |
| Monte Real          | 626        |
| Reste des localités | 1836       |
| Total population    | 6105       |

En plus de l'espagnol, plusieurs langues amérindiennes sont parlées dans la municipalité, dont les principales sont par ordre d'importance : le nahuatl, le mixe, le totonaque, le huatesco, et le zapotèque.

## Histoire
La ville de Tonayán est fondée entre 1552 et 1564, par migration d'un groupe de population en provenance de la ville de Misantla.

## Économie

### Agriculture et élevage
La superficie des parcelles semées représentait en 2021 une surface totale de 700,3 hectares, parmi lesquels 644 hectares étaient voués à la culture du maïs, 39 hectares étaient voués à la culture de la pomme de terre, et 17,3 hectares étaient voués à celle du caféier.

En 2021, la production de viande par tonnes comprenait 189,6 tonnes de viande bovine, 123,3 tonnes de viande porcine, 33,1 tonnes de viande ovine, 9,3 tonnes de viande caprine, 12,7 tonnes de volailles, et 3,8 tonnes de dinde. La superficie vouée à l'élevage représentait alors 1658 hectares.